# Liste der Naturdenkmäler in Karneid
Die Liste der Naturdenkmäler in Karneid (italienisch Cornedo) enthält die sechs als Naturdenkmal ausgewiesenen Objekte auf dem Gebiet der Gemeinde Karneid in Südtirol.
Basis ist das im Internet einsehbare offizielle Verzeichnis der Naturdenkmäler in Südtirol (Stand: 23. Januar 2015). Dabei kann es sich um botanische, geologische oder hydrologische Naturdenkmäler handeln. Die Reihenfolge in dieser Liste orientiert sich an der ID, alternativ ist sie auch nach dem Namen sortierbar.

## Liste
| Foto |                 | Name                                               | Standort                     | Beschreibung                              |
| ---- | --------------- | -------------------------------------------------- | ---------------------------- | ----------------------------------------- |
| ja   | Datei hochladen | Erdpyramiden Steinegg ID: 031_G01                  | 46° 28′ 47″ N, 11° 28′ 15″ O | Geologisches Naturdenkmal: Erdpyramiden   |
| BW   | Datei hochladen | Erdpyramiden Gummer ID: 031_G02                    | 46° 26′ 12″ N, 11° 28′ 44″ O | Geologisches Naturdenkmal: Erdpyramiden   |
| BW   | Datei hochladen | 1000-jähriger Kastanienbaum in Karneid ID: 031_G03 | 46° 29′ 23″ N, 11° 24′ 28″ O | Botanisches Naturdenkmal: Kastanie        |
| BW   | Datei hochladen | Eine Dorflinde in Gummer ID: 031_G04               | 46° 26′ 19″ N, 11° 28′ 26″ O | Botanisches Naturdenkmal: Linde           |
| BW   | Datei hochladen | Eislöcher und Felsblockhalde Valzurg ID: 031_G06   | 46° 28′ 57″ N, 11° 24′ 42″ O | Geologisches Naturdenkmal: Eisloch        |
| BW   | Datei hochladen | Zipperlemoos ID: 031_G07                           | 46° 26′ 28″ N, 11° 29′ 51″ O | Hydrologisches Naturdenkmal: Feuchtgebiet |

| Foto: | Fotografie des Naturdenkmals. Klicken des Fotos erzeugt eine vergrößerte Ansicht. Daneben finden sich zwei Symbole: |
| ID    | Identifikator bei der Abteilung Natur, Landschaft und Raumentwicklung der Südtiroler Landesverwaltung               |